# SN 2008es
SN 2008es – supernowa typu II-L odkryta 13 maja 2008 roku w galaktyce A115649+5427. Jej maksymalna jasność wynosiła 17,67m.